# SN 2004bb
SN 2004bb – supernowa odkryta 20 marca 2004 roku w galaktyce A135710-1103. W momencie odkrycia miała maksymalną jasność 21,70m.